# L'assicuratore
L'assicuratore (Fool Coverage) è un film del 1952 diretto da Robert McKimson. È un cortometraggio d'animazione della serie Looney Tunes, uscito negli Stati Uniti il 13 dicembre 1952. Dal 1997 viene distribuito col titolo Un'assicurazione insicura.

## Trama
Daffy Duck, rappresentante della compagnia assicurativa Gamba rotta e associati di Schenectady, entra in casa di Porky Pig e gli spiega che la compagnia offre un milione di dollari per un occhio nero. Daffy tuttavia tiene Porky all'oscuro del fatto che l'assicurazione risarcirà solo se l'incidente è provocato da una fuga di elefanti selvatici attraverso il salotto il 4 di luglio fra le 15:55 e le 16:00 durante una grandinata. Porky non vuole firmare, così Daffy cerca di dimostrare al maialino che la sua casa è disseminata di trappole. L'anatra crea quindi alcune trappole in casa di Porky, ma ogni volta quest'ultimo riesce ad avere la meglio, mentre Daffy continua a subire diversi danni. Porky infine si convince a firmare l'assicurazione e solo a quel punto Daffy rivela della clausola nascosta. Poco dopo tutti gli eventi della clausola succedono e Daffy, per evitare di pagare Porky, aggiunge che la fuga di elefanti deve essere seguita da una piccola zebra. In quel momento un cucciolo di zebra entra in casa e Daffy sviene.

## Distribuzione

### Edizione italiana
Il primo doppiaggio italiano fu realizzato negli anni settanta per la trasmissione televisiva. Nel 1997, per l'uscita in due VHS, fu eseguito un nuovo doppiaggio dalla Angriservices Edizioni. I dialoghi di questa edizione sono più corretti dell'altra, ma presentano una leggera imprecisione: l'incidente deve avvenire tra le 15:55 e le 15:58.

### Edizioni home video

#### VHS
- Le stelle di Space Jam: Daffy Duck (marzo 1997)
- Il meglio delle stelle di Space Jam (marzo 1997)